# Plantago commersoniana
Plantago commersoniana là một loài thực vật có hoa trong họ Mã đề. Loài này được Decne. mô tả khoa học đầu tiên.